# Cerro de la Campana

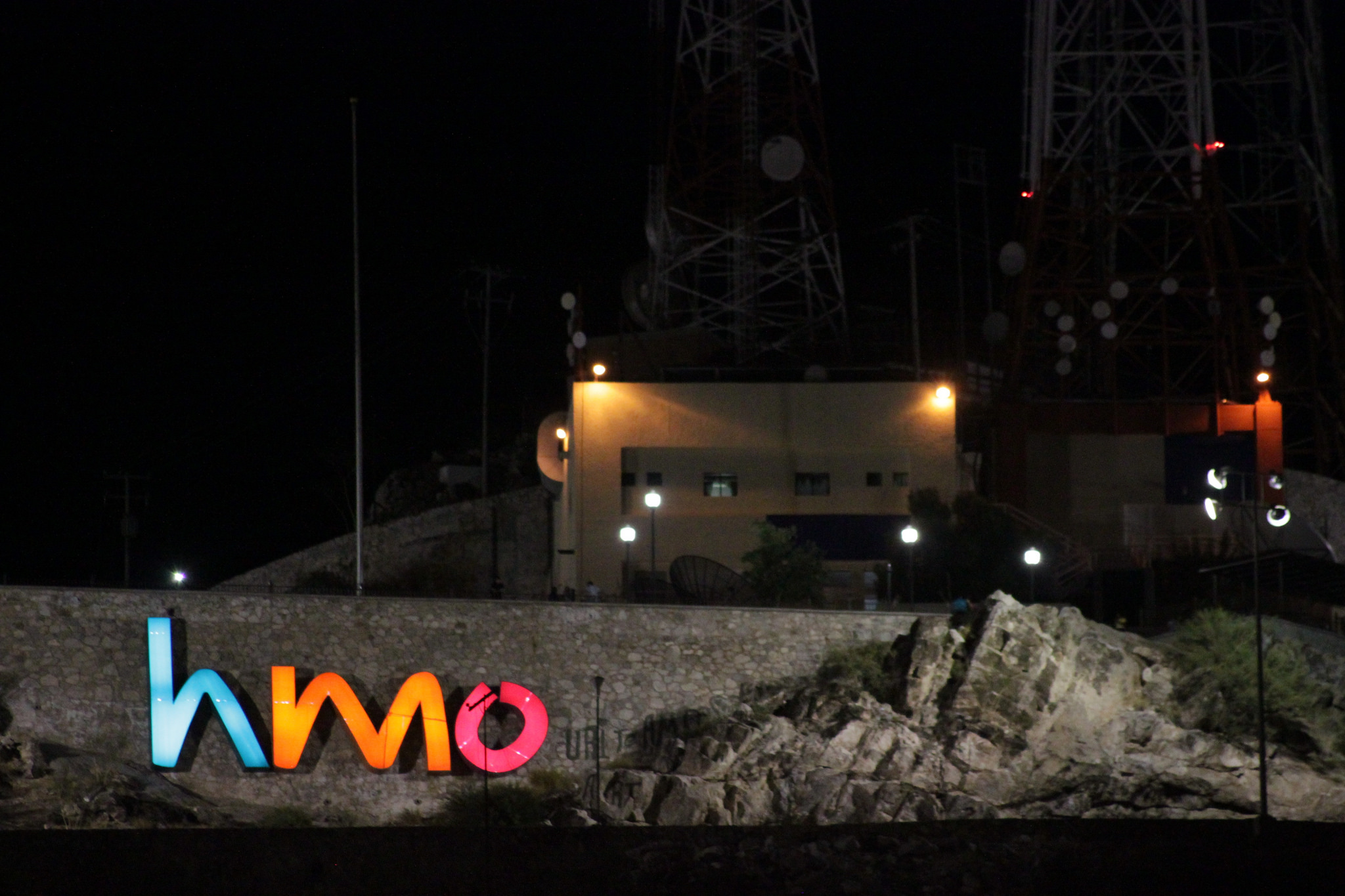
El Cerro de la Campana con iluminación nocturna, visto desde el Auditorio Cívico del Estado de Sonora

El Cerro de la Campana es un cerro rocoso localizado en el centro de Hermosillo, capital del estado mexicano de Sonora. Símbolo de la ciudad, es el mirador para apreciar una panorámica casi completa de la "Ciudad del Sol", en especial sus espectaculares atardeceres.
El Cerro de la Campana debe su nombre a la forma similar a una campana que presenta si se observa de oriente a poniente, así como a las fonolitas que se encuentran en la zona y que, al ser golpeadas, producen un sonido metálico similar a una campana.

## Ubicación
El Cerro de la Campana se ubica justo al sur del centro de Hermosillo, cerca del Parque Madero. Las vías principales más cercanas son el Bulevar Paseo del Río Sonora, que bordea el cerro por el sur, y el Bulevar Agustín de Vildósola, que lo bordea por el poniente. Desde este flanco parte la calle Cucurpe, que sube en espiral hasta el mirador.
En las inmediaciones se encuentra también el Cerro la Cementera, que es un tanto más alto y extenso y permite actividades como el senderismo y el espeleísmo.

## Particularidades
En el Cerro de la Campana se encuentran expuestas rocas paleozoicas que, en general, corresponden al Carbonífero-Pérmico (aprox. 300 millones de años antes del presente). Debido al alto grado de metamorfismo, no se observan estructuras bien definidas, aunque también abundan afloramientos de piedra caliza de color blanco verdoso a gris oscuro. Probablemente el rasgo geológico más característico del Cerro de la Campana sea la presencia de fonolitas, una rara roca ígnea que produce sonidos metálicos al golpearlas.
Al encontrarse rodeado por la mancha urbana, el deterioro ecológico del Cerro de la Campana es notorio. A principios del siglo XX, se dieron concesiones para la explotación de cal y cantera, misma que fue empleada en las columnas del primer piso del Palacio de Gobierno. Fue por la misma época que se inauguró el mirador cerca de la cima del cerro.
Más adelante, con motivo de los XIX Juegos Olímpicos, celebrados en la Ciudad de México en 1968, se instaló una serie de antenas de telecomunicación en la cima del cerro. También en los años sesenta, el Cerro de la Campana fue declarado Monumento Cívico en el Estado de Sonora en honor al maquinista Jesús García Corona. Para ello, se manifestó la intención de construir un monumento conmemorativo al también llamado Héroe de Nacozari, aunque no se ha llevado a cabo el proyecto.
A pesar del alto grado de disturbio, existen aún zonas del cerro donde persiste la naturaleza típica de la región, consistente de leguminosas arborescentes (en particular Cercidium microphyllum, Mariosousa willardiana y Olneya tesota) con presencia de cactáceas (Mammillaria grahamii, Opuntia gosseliniana, Stenocereus thurberi y Carnegiea gigantea) y algunas otras especies típicas del desierto de Sonora (Bursera microphylla, Fouquieria splendens, Encelia farinosa etc.); aunque también se encuentran extensas áreas cubiertas por el pasto invasor Cenchrus ciliaris. Además, es hogar de varias especies de aves como el zopilote (Coragyps atratus), la paloma alas blancas (Zenaida asiatica) y el pinzón mexicano (Haemorhous mexicanus).